# 東京学芸大学蹴球部
東京学芸大学蹴球部（とうきょうがくげいだいがく しゅうきゅうぶ）は、東京都小金井市にある東京学芸大学のサッカークラブである。

## 概要・歴史
1949年創部。全日本大学サッカー選手権大会には1952年の第一回大会から参加している。
2000年に関東大学サッカーリーグ戦1部で準優勝の成績を収めると、2002年には第51回全日本大学サッカー選手権大会で過去最高のベスト4に入り、さらに同年の東京都サッカートーナメント（兼天皇杯東京都予選）を制した。第82回天皇杯では、初出場ながら2勝を挙げ、3回戦で鹿島アントラーズに敗れた。
2019年に関東大学サッカーリーグ戦から東京都大学サッカーリーグに降格したが、翌年は東京都大学サッカーリーグを2位で終え、続く関東大学サッカー大会も制し1年での関東大学サッカーリーグ復帰を決めた。

## 主な成績
- 関東大学サッカーリーグ戦1部
  - 準優勝：1回（2000）
- 東京都サッカートーナメント（兼天皇杯東京都予選）
  - 優勝：1回（2002）

## 主な出身選手
- 柴田峡（1987年度卒）
- 前沢光徳（1989年度卒）
- 服部順一（1992年度卒）
- 浮氣哲郎（1993年度卒）
- 北原健二（1998年度卒）
- 山内宏志（2000年度卒）
- 堀之内聖（2001年度卒）
- 岩政大樹（2003年度卒）
- 久保田学（2004年度卒）
- 保坂一成（2004年度卒）
- 金澤大将（2005年度卒）
- 高野耕平（2007年度卒）
- 渡邊一仁（2008年度卒）
- 高橋秀人（2009年度卒）
- 鈴木崇文（2009年度卒）
- 武田大（2011年度卒）
- 安藝正俊（2012年度卒）
- 藤井航大（2012年度卒）
- 茶島雄介（2013年度卒）
- 笠原淳（2014年中退）
- 佐々木陽次（2014年度卒）
- 廣木雄磨（2014年度卒）
- 脇本晃成（2015年度卒）
- 吉田一彦（2016年度卒）
- 鈴木翔太（2018年度卒）
- 色摩雄貴（2019年度卒）
- 原山海里（2019年度卒）
- 一木立一（2020年度卒）
- 安田祐生（2020年度卒）
- 住田将（2021年度卒）
- 武沢一翔（2021年度卒）
- 河田稜太（2021年度卒）
- 鈴木魁人（2021年度卒）
- 澤田雄大（2021年度卒）